# Swift Current Broncos
Swift Current Broncos je kanadský juniorský klub ledního hokeje, který sídlí ve Swift Currentu v provincii Saskatchewan. Od roku 1967 působí v juniorské soutěži Western Hockey League. Své domácí zápasy odehrává v hale Credit Union iPlex s kapacitou 2 879 diváků. Klubové barvy jsou modrá, zelená, bílá, zlatá a černá.
Klub byl založen roku 1967 a patří tak k nejstarším účastníkům WHL. V letech 1974-1986 hrál v Lethbridge, jinak nezměnil název ani působiště, což je v severoamerickém systému franšíz neobvyklé. Černým dnem v historii Swift Current Broncos byl 30. prosinec 1986, kdy při havárii autobusu zahynuli čtyři hráči klubu. K uctění jejich památky se trofej pro nejlepší hráče roku ve WHL jmenuje Cena čtyř Broncos. Největšími úspěchy mužstva jsou vítězství v playoff WHL v letech 1989 (kdy vyhrál i celý Memorial Cup) a 1993.
Název klubu pochází ze slova bronco, označujícího v kovbojském slangu koně používaného při rodeu, který prudce vyhazuje a může se něm udržet jen mimořádně obratný jezdec. Klubové barvy jsou modrá a stříbrná, tým hraje v hale Credit Union iPlex pro 2 879 diváků, která mj. hostila Mistrovství světa v curlingu 2010. Nejznámějšími odchovanci Broncos jsou Bryan Trottier, Ken Baumgartner a Joe Sakic, z českých hokejistů klubem prošli např. brankář Milan Hnilička, útočník Ladislav Kohn a obránce Michal Rozsíval. Poslední jmenovaný v dresu tohoto týmu získal v  sezózně 1997/98 cenu pro nejlepšího obránce WHL. Trenérem je od roku 2009 Mark Lamb, který hrál v devadesátých letech NHL za Edmonton Oilers.

## Historické názvy
Zdroj: 
- 1967 – Swift Current Broncos
- 1974 – Lethbridge Broncos
- 1986 – Swift Current Broncos

## Úspěchy
- Vítěz Memorial Cupu ( 1× )
  - 1989
- Vítěz WHL ( 4× )
  - 1982/83, 1988/89, 1992/93, 2017/18

## Přehled ligové účasti
Zdroj: 
- 1967–1968: Western Canada Junior Hockey League
- 1968–1971: Western Canada Hockey League (Západní divize)
- 1971–1976: Western Canada Hockey League (Východní divize)
- 1976–1978: Western Canada Hockey League (Centrální divize)
- 1978–1979: Western Hockey League (Centrální divize)
- 1979–1995: Western Hockey League (Východní divize)
- 1995–1996: Western Hockey League (Centrální divize)
- 1996–1999: Western Hockey League (Východní divize)
- 1999–2000: Western Hockey League (Centrální divize)
- 2000–2001: Western Hockey League (Východní divize)
- 2001–2006: Western Hockey League (Centrální divize)
- 2006– : Western Hockey League (Východní divize)